# Pale di San Martino: Focobon, Pape - San Lucano, Agner - Croda Granda
Pale di San Martino: Focobon, Pape - San Lucano, Agner - Croda Granda este o arie protejată (arie specială de conservare — SAC, sit de importanță comunitară — SCI, arie de protecție specială avifaunistică — SPA) din Italia întinsă pe o suprafață de 10.909 ha, integral pe uscat.

## Localizare
Centrul sitului Pale di San Martino: Focobon, Pape - San Lucano, Agner - Croda Granda este situat la coordonatele 46°18′15″N 11°54′22″E / 46.304167°N 11.906111°E.

## Înființare
Situl Pale di San Martino: Focobon, Pape - San Lucano, Agner - Croda Granda a fost declarat sit de importanță comunitară în septembrie 1995 pentru a proteja 1 specie de plante și 16 specii de animale. Alte tipuri de protecție:
- arie de protecție specială avifaunistică (în august 2003)
- arie specială de conservare (în iulie 2018)[2][3][4]

## Biodiversitate
Situată în ecoregiunea alpină, aria protejată conține 16 habitate naturale: Păduri aluvionare cu Alnus glutinosa și Fraxinus excelsior (Alno-Padion, Alnion incanae, Salicion albae), Râuri de munte și vegetația lor lemnoasă cu Salix elaeagnos, Pajiști alpine și subalpine calcaroase, Pajiști alpine și boreale, Păduri de fag subalpine medio-europene cu Acer și Rumex arifolius, Liziere de ierburi înalte hidrofile de câmpie și de nivel montan până la alpin, Păduri alpine de Larix decidua și/sau Pinus cembra, Păduri ilirice de Fagus sylvatica (Aremonio-Fagion), Mlaștini alcaline, Tufărișuri cu Pinus mugo și Rhododendron hirsutum (Mugo-Rhododendretum hirsuti), Păduri de fag Asperulo-Fagetum, Păduri acidofile de Picea de la nivel montan la nivel alpin (Vaccinio-Piceetea), Râuri de munte și vegetația erbacee de pe malurile acestora, Pante stâncoase calcaroase cu vegetație casmofită, Formațiuni ierboase bogate în specii de Nardus, dezvoltate pe substraturi silicioase în zone montane (și în zone submontane, în Europa continentală), Roci stâncoase cu vegetație pionieră de Sedo-Scleranthion sau Sedo albi-Veronicion dillenii.
La baza desemnării sitului se află mai multe specii protejate:
- plante (1): papucul doamnei (Cypripedium calceolus)
- păsări (16): uliu porumbar (Accipiter gentilis), uliu păsărar (Accipiter nisus), minunița (Aegolius funereus), acvilă de munte (Aquila chrysaetos), cocoșul de mesteacăn (Bonasa bonasia), buha (Bubo bubo), ciocănitoare neagră (Dryocopus martius), ciuvică (Glaucidium passerinum), Lagopus muta helvetica, Lyrurus tetrix tetrix, gaia neagră (Milvus migrans), gaia roșie (Milvus milvus), cinghiță alpină (Montifringilla nivalis), viespar (Pernis apivorus), ciocănitoare verzuie (Picus canus),  cocoș de munte (Tetrao urogallus)

Pe lângă speciile protejate, pe teritoriul sitului au mai fost identificate 17 specii de plante, 2 specii de mamifere.